# 내 사랑 달자씨
《내 사랑 달자씨》는 2006년 10월 5일에 방영된 SBS 추석 특집 드라마이다.

## 줄거리
중학교 교장으로 퇴직한 정길은 슬하에 아들 하나와 딸 둘이 있다. 어느날 가족들을 다 모이게 한 자리에서 새엄마가 될 사람이라며 오달자를 소개한다. 오달자는 뽀글뽀글한 파마머리에 몸빼바지를 입고 억센 경상도 사투리를 구사하는 전형적인 촌사람의 모습이었다. 다혈질의 첫째 딸 난희는 물론이요, 조금 얼띤 아들 영섭과 여우 같은 며느리 미진, 그리고 냉정한 막내딸 윤희도 아버지의 선택을 용납할 수가 없다.
그러던 어느 날 아버지 정길이 갑자기 돌아가시는데, 정길이 사실은 간암 말기였다는 충격적인 이야기를 달자에게서 듣게 된다. 또한 의사로부터 3개월 선고를 받았었다는 사실을 달자는 다 알고 있었다는 것이다. 난희를 비롯한 가족들은 말 안되는 일이라며 분개하고, 달자는 끝까지 말하지 말라고 정길이 당부했었다는 말을 전한다. 게다가 얼마 후에 보게 된 정길의 유서에는 정길의 집과 재산과 땅, 모든 것을 달자에게 상속한다고 되어있었다.

## 제작진
- 극본 : 홍승희
- 연출 : 조남국

## 등장 인물

### 주요 인물
- 김해숙 : 오달자 역
- 박근형 : 강정길 역
- 김규철 : 강영섭 역 - 정길의 아들
- 김예령 : 윤미진 역 - 정길의 며느리
- 김성령 : 강난희 역 - 정길의 큰딸, 영섭의 큰동생
- 선우재덕 : 지훈 역 - 정길의 큰사위, 난희의 남편
- 임성민 : 강윤희 역 - 정길의 막내딸, 영섭의 작은동생

### 그 외 인물
- 전성애 : 식당 주인 역
- 이승형 : 윤희의 전남편 역
- 방준서 : 솔이 역

## 참고 사항
- 극중 강윤희 역을 맡은 임성민이 이 작품을 통해 안방극장 복귀를 했다.[1]